# 관도장공주
관도장공주 유표(館陶長公主 劉嫖, ? ~ 기원전 116년?)는 중국 전한의 공주로, 문제와 효문황후의 장녀다.

## 생애
문제와 효문황후 사이의 첫 자녀로, 황제로 즉위하기 전에 문제는 대나라 왕, 효문황후는 첩이었고 문제에겐 유표 전에 왕왕후와의 사이에서 여러 자녀가 있었으나 왕왕후와 그의 자녀들은 모두 일찍 죽었기 때문에 실질적으로는 문제의 자식 중 나이가 가장 많았다. 아버지는 기원전 180년에 한나라의 황제가 됐고, 문제 원년(기원전 179년) 정월 동생 경제를 태자로 세웠으며, 3월에는 어머니가 황후가 되었다. 자신도 장공주(황제의 장녀에게 주는 작호)가 됐다. 관도 땅에 봉해졌기 때문에 관도공주, 관도장공주라고 불린다. 전한의 개국공신 당읍안후 진영의 손자 당읍이후 진오를 남편으로 맞이했고, 이때부터 남편의 봉호를 따서 당읍대장공주(堂邑大長公主)라고 불렸다.
동생 경제에게 많은 여자를 소개해 사랑을 받게 했기 때문에, 경제의 장자로서 태자가 된 유영을 낳은 율희와는 사이가 나빴다. 유영에게 자신의 딸 진아교를 시집보내려 했으나 거절당했다. 그러자 경제의 다른 첩 왕지에게 왕지의 아들 무제를 진아교의 배필로 삼아 달라고 부탁해 허락을 받았고, 왕지와 협력해 율희의 단점을 경제에게 늘어놓는 한편 왕지는 전객을 시켜 율희를 태자의 어머니로서 황후로 세우게 했다. 경제는 노해 전객을 주살하고 유영을 태자에서 폐해 임강왕으로 내쫓고 무제를 태자로 삼으니, 진아교는 태자비가 됐다.
진아교가 아들이 없었는데, 건원 2년(기원전 137년) 무제가 누나 평양공주의 가수 위자부와 성교해 임신시키자, 질투심에 위자부의 동복 동생으로 궁에서 일하는 위청을 잡아 가두고 죽이려 했다. 그러나 위청의 친구 기랑 공손오가 위청을 구해줬다. 결국 진아교는 원광 5년(기원전 130년) 무고를 저질렀다는 이유로 폐위되었고, 위자부가 아들 여태자 유거를 낳아 황후가 되기 2년 전이었다. 평양공주에게 자신이 무제를 황제로 만들어 줬거늘 자기 딸을 내쫓은 것을 불평했으나, 평양공주는 아들이 없으니 어쩔 수 없는 노릇이라고 답했다.
진오와 사별한 후, 자신의 집에 드나든 구슬장수의 아들 동언(董偃)을 총애하여 제 자식처럼 키우다가 10여 년 후 죽었다. 몰년은 정확히 알 수 없는데, 두 아들 진계수·진교가 복상 중 죄를 저질러 원정 원년(기원전 116년)에 죽은 점에서 미루어 보아, 이 무렵에 죽었을 것이다.

## 가계
- 부 : 전한 문제
- 모 : 효문황후 두씨
  - 남편 : 당읍이후 진오
    - 장남 : 당읍후 진계수
    - 차남 : 융려후 진교
    - 장녀 : 진아교 - 무제의 황후였으나 폐출됨